# Peregrino (obispo)
Peregrino o Pelegrín I fue obispo de Oviedo entre los años 1286 y 1290. Confirmó un privilegio del «yantar que se pagaba al rey» que el rey Sancho IV había otorgado a la ciudad de Oviedo en 1287.

| Predecesor: Fredolo I | Obispo de Oviedo 1286 - 1290 | Sucesor: Miguel I |